# Kippumjo
Els kippumjo o gippeumjo (en coreà: 기쁨조, sovint traduït com a "grups de plaer", "esquadró del plaer" o "brigada del plaer") són un conjunt de grups d'aproximadament 2.000 dones d'entre 18 i 40 anys (encara que es creu la majoria té entre 18 i 25), que són mantinguts pel cap d'Estat de Corea del Nord amb la finalitat de proporcionar plaer i entreteniment als alts funcionaris del Partit del Treball de Corea (PTC) i a les seves famílies, així com a convidats especials en algunes ocasions.

## Història
Els gippeumjo es van crear l'any 1978, durant el govern de Kim Il-sung, i el primer grup va ser reclutat per Lee Dong Ho, el primer Sotsdirector del Departament del Front Unit del PTC, per tal d'entretenir a Kim Il-Sung a la Munsu Chodaeso (문수 초대소; casa d'hostes de Munsu). El reclutament i la formació dels gippeumjo actualment és administrat pel Cinquè Departament de Personal de la Direcció Orgànica del Partit i continua sent gestionada pel seu fill, Kim Jong-il.

## Estructura
Cada "esquadró de plaer" es compon de tres "equips":
1. Un manjokjo (hangul: 만족조; hanja: 滿足組), un "equip desatisfacció" (que ofereix serveis sexuals)
2. Un haengbokjo (hangul: 행복조; hanja: 幸福組), un "equip de la felicitat" (que ofereix massatges)
3. Un Gamujo (hangul: 가무조; hanja: 歌舞組),un "equip de dansa i cant" (les membres dels quals sovint han de ballar mig nues)[1][2]

Les nenes de tot el país són reclutades per a ser membres dels gippeumjo segons els criteris del govern (un d'ells és que han de ser verges). Després de ser seleccionades, se sotmeten a un període d'entrenament estricte, i algunes membres dels haengbokjo són enviades l'estranger per a rebre formació en massatges. Les membres dels gippeumjo se solen "retirar" a l'edat de 22 o 25 anys, moment en el qual es casen amb altres membres de l'elit de Corea del Nord, i la seva antiga participació en els gippeumjo és mantinguda en secret.

## Etimologia
Les dues primeres síl·labes del nom, gippeum, és una paraula nativa coreana que significa "alegria" o "felicitat". El sufix jo (组) és una paraula sino-coreana que descriu un grup de persones. Hom creu que Kim Il-sung va crear aquests esquadrons de dones per la seva creença esotèrica que tenir relacions sexuals amb dones joves tindria l'efecte d'augmentar la seva força vital o txi (hangul: 기; hanja: 氣, no té cap relació amb la gi de gippeum).